# ヒッタイトの野兎病流行
ヒッタイトの野兎病流行（ヒッタイトのやとびょうりゅうこう）とは、紀元前14世紀に当時のヒッタイト帝国において発生した野兎病のエピデミックである。このエピデミックは病気が生物兵器として使われた、記録に残る最初の例と考えられている。

## 背景
当時のヒッタイト帝国は、現在のトルコからシリアにかけての地域を領土としていた。この流行は、紀元前14世紀にシリアのアルワード島からユーフラテス川にかけての貿易ルート沿いで発生した野兎病菌のアウトブレイクである。古代オリエントの大部分の地域がこのアウトブレイクに苦しんだが、エジプトとアッシリアは国境沿いにおいて検疫を導入したために、エピデミックを経験することはなかった。
野兎病は細菌性の感染症であり、21世紀現在でもなお脅威となっている病気である。これは英語で「rabbit fever」とも呼ばれ、動物から人間に容易に感染することができる 人獣共通感染症である。野兎病が拡大する最も一般的な経路はダニのように、多くの生物種の血を吸う様々な昆虫を通した感染である。感染した場合の症状は皮膚の損傷から呼吸不全まで様々である。治療を受けなければ、感染者の致死率はおよそ15パーセントに達する。かつて微生物学者であったシロ・トレヴィサナトによれば、「今日では野兎病は多くの国では稀な病気であるが、ブルガリアを含むいくつかの国では今なお問題であり続けている」とのことである。

## 流行

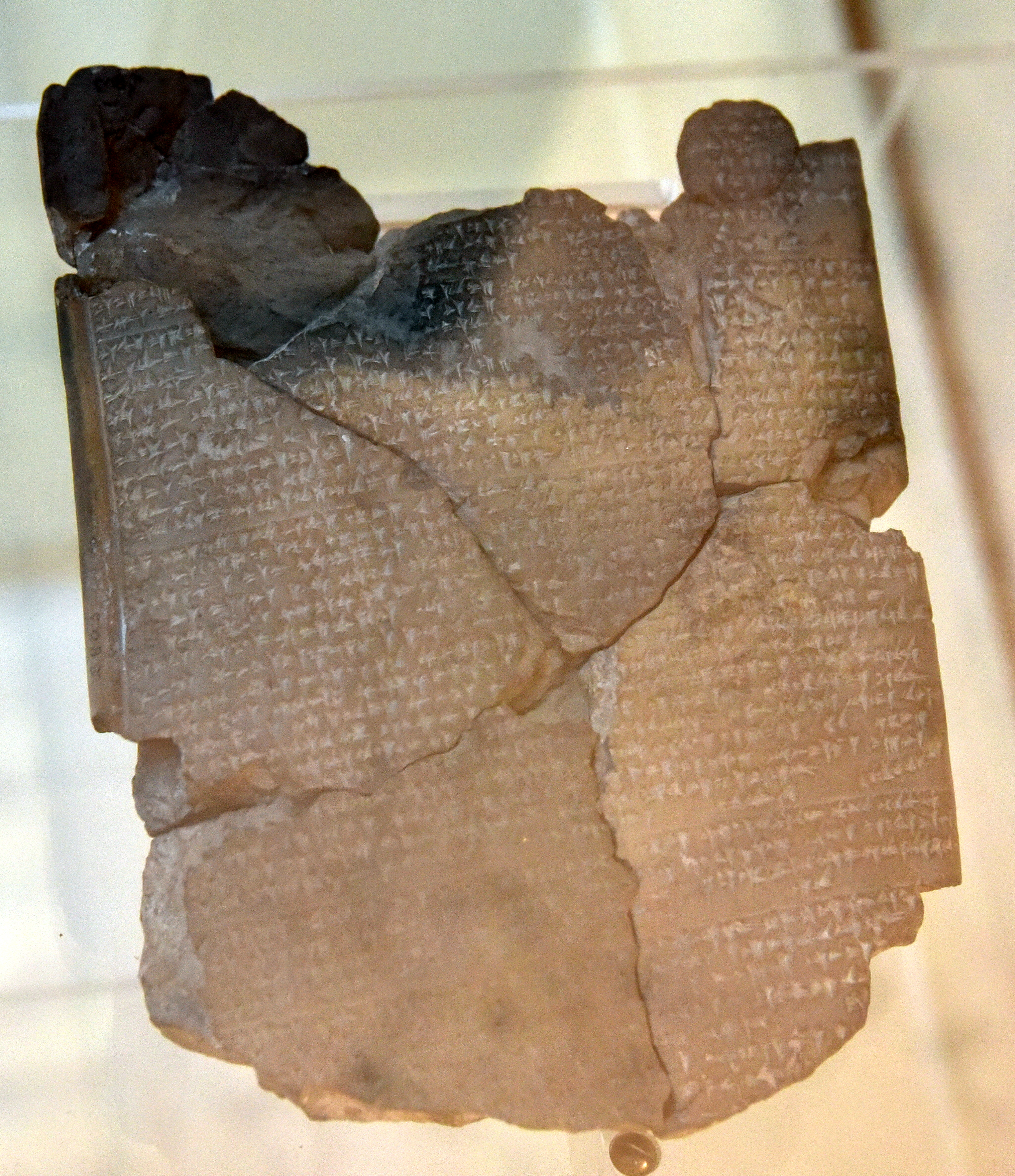
ハットゥシャにおいて紀元前14世紀から流行を終わらせるための神への祈祷の様子を記した古文書。ムルシリ2世によって書かれた。イスタンブール考古学博物館において展示されている。

著作家のフィリップ・ノリーが著したHow Disease Affected the End of the Bronze Ageによれば、青銅器時代後の社会の崩壊をもたらした原因として最も確からしい3つの病気は天然痘、腺ペスト、そしてこの野兎病であったという。ヒッタイト帝国を襲った野兎病は昆虫や植物、またはその中の微生物が感染した土壌を経由して拡大した可能性がある。膿を持った傷口に菌が入ったり、野兎病菌に感染した動物を食べたりすることによって感染したのである。
紀元前14世紀半ばからのヒッタイト帝国からの文書は、障害や死をもたらした感染症の流行について言及している。ヒッタイト帝国の王であったムルシリ2世は、このエピデミックの収束を神に祈願している祈祷者たちについて言及している。しかし、このエピデミックは20年にわたって続き、野兎病によってムルシリ2世の家臣の多くが亡くなることとなった。ムルシリ2世の前に在位した2人の王、すなわちシュッピルリウマ1世、並びにシュッピルリウマ1世の直系相続人であったアルヌワンダ2世もまた、野兎病に罹患し倒れている。ムルシリ2世はシュッピルリウマ1世の息子の中で唯一この流行を生き延びたために、王に即位することとなった。
ムルシリ2世は、この野兎病の流行はヒッタイト帝国の首都であったハットゥシャにおいてパレードを開催したエジプトの受刑者たちによってヒッタイト帝国にもたらされたと信じていた。実際に、紀元前1322年より数年前からエジプト人たちが野兎病に苦しんでいたことを示唆する証拠がいくつか残っている。ヒッタイト帝国は明らかに、野兎病が人獣共通感染症ではないかと疑っていた。そう言えるのは、ヒッタイト帝国がキャラバンに対してロバの使用を禁止していたためである。この野兎病の起源について、別の説ではヒッタイト帝国がシリアのテル・カゼルを襲撃した後、戦利品としてヒッタイト帝国が他の動物たちと共に入手したヒツジであると推測されている。これらの動物がヒッタイト帝国の村々に持ち込まれたすぐ後に、野兎病のアウトブレイクが始まっている。

## 生物兵器
この野兎病は意図的にアナトリア半島西部に持ち込まれたことから、この野兎病は「知られている中で最初の生物兵器の記録である」と形容されている。ヒッタイト帝国が野兎病のアウトブレイクを経験したすぐ後に、アナトリア半島西部に暮らしていたアルザワ人はヒッタイト帝国が弱体化されたと信じ、ヒッタイト帝国を攻撃した。アルザワ人の記録が主張するところによると、紀元前1320年と紀元前1318年にヒツジが突然現れ、アルザワ人はそれを自分たちの村に持ち込んだとある。ヒッタイト帝国は野兎病に罹患したヒツジをアナトリア半島西部に送り、アルザワの兵士たちに感染させようと企てたと考えられている。アルザワ人は野兎病によって相当に弱体化されたために、ヒッタイト帝国を征服しようとする彼らの試みは失敗に終わった。